# 반달리즘

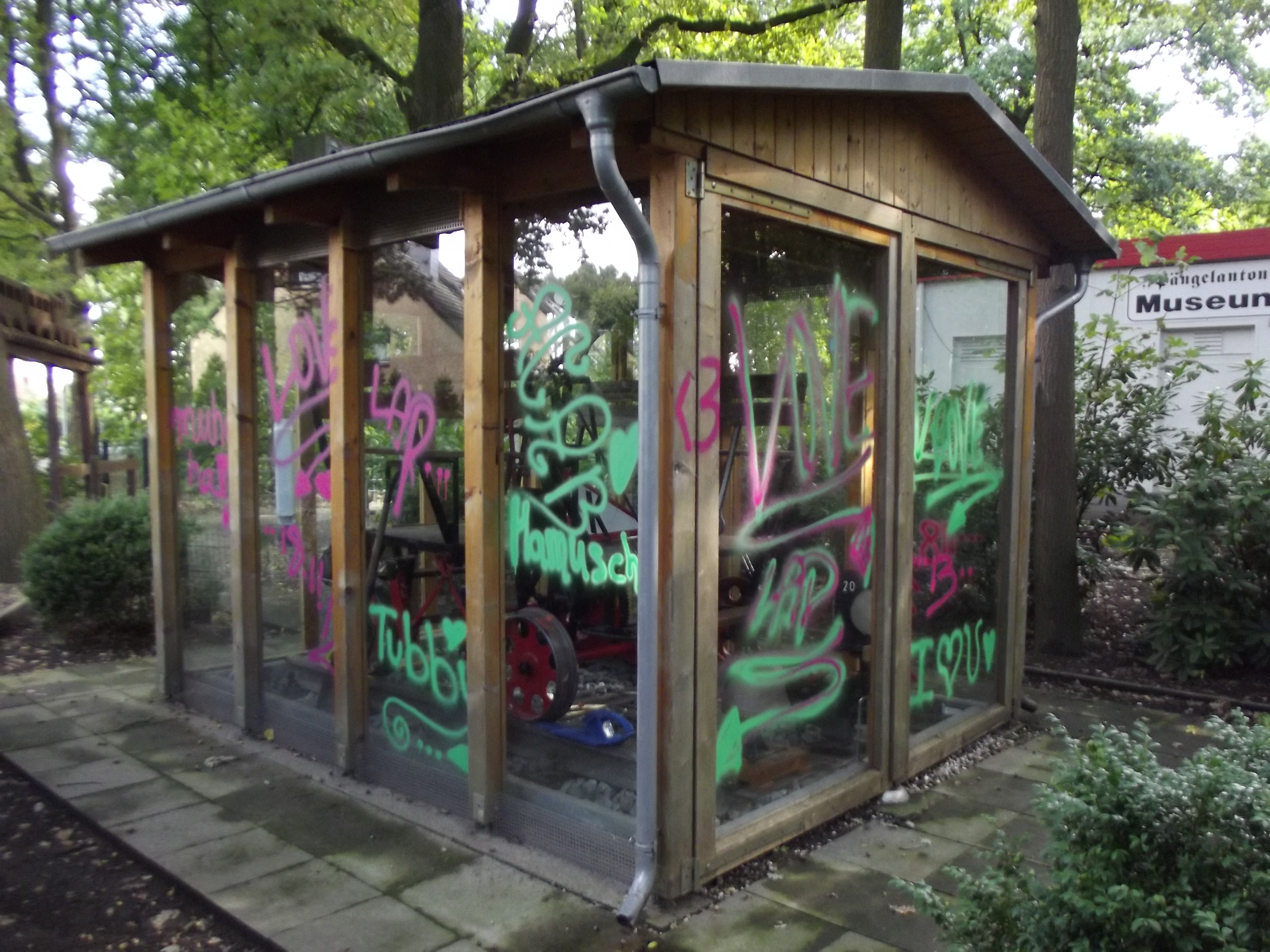
컬러 스프레이로 낙서된 집

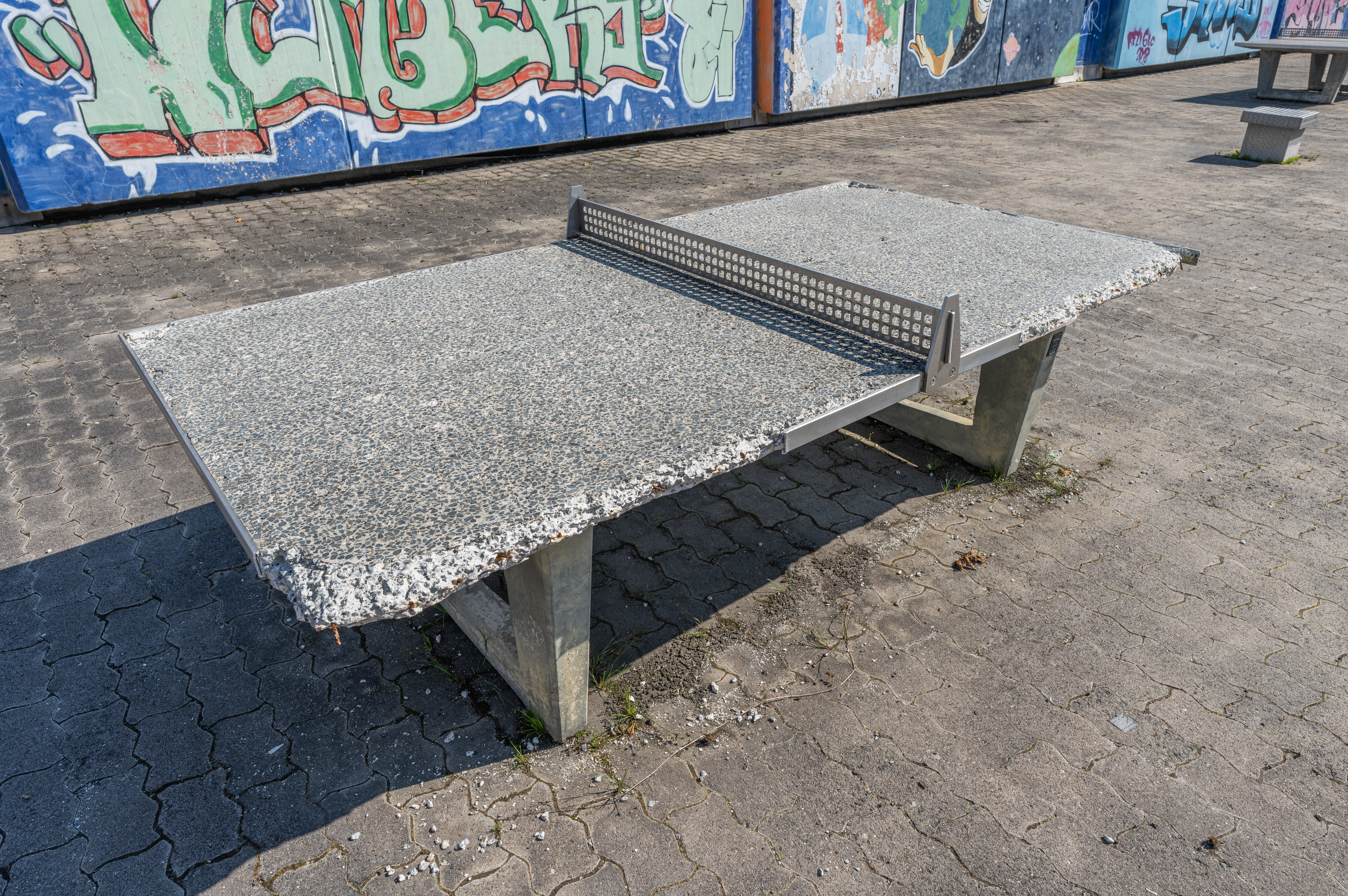
철거된 탁구대

반달리즘(영어: vandalism) 또는 훼손 행위(毁損行爲)는 공공의 재산이나 사유 재산을 고의적으로 파괴하거나 해를 끼치는 행위이다. 공공 시설을 파괴하는 행위 또는 그러한 경향을 말한다.

## 역사
5세기 초 유럽의 민족 대이동 때 아프리카에 왕국을 세운 반달족이 지중해 연안에서 로마에 이르는 지역까지 약탈과 파괴를 거듭한 민족이라고 잘못 알려진 데에서 유래된 프랑스 말이다.
반달리즘이라는 말 자체가 반달족이 당하고 있는 반달리즘이라 할 수 있다. 왜냐하면 반달족이 이동하던 때 그 지도자(또는 주요 부족)는 이미 로마 문화를 받아들여 로마 문화의 우수성을 인정하였고, 그런 까닭에 파괴 행위는 극히 일부였으며, 오히려 로마의 문화와 예술은 로마 제국 말기의 노예나 빈곤층 그리고 후대의 예술가와 로마의 보통사람이 더 많이 파괴했기 때문이다. 르네상스 시기에 고대 그리스 양식을 흉내 내려고 한다면 가장 쉬운 방법이 로마시에 있던 오래된 건축물에서 기둥 등을 가져다가 약간 손을 보면 되었기 때문이다. 다시 말해 “새로운 로마”를 만들기 위해 “옛 로마”를 파괴한 이는 로마인 자신이었다. 물론 일부 예술가(예를 들면 미켈란젤로)는 그러한 행위를 비난했지만, 대부분 무시를 당했다. 즉 반달리즘의 어원이 된 반달족은 오히려 반달리즘의 피해자에 가깝다.
이와 같이 반달리즘을 내포한 낱말에는 고딕 예술의 어원이 된 고딕(Gothic)이 있다. 이는 “고트족의” 또는 “고트풍의”라는 뜻으로, 교양 없고 야만스럽고 풍류도 없으며 촌스럽다는 뜻이었다. 이것은 곧 고트족이 그러했다는 경멸의 의미를 담고 있지만, 반달족과 마찬가지로 고트족도 로마 문화와 예술의 우수성을 인정하고 그들의 문화와 로마 문화의 융화를 꾀한 민족이었다.

## 사이버 반달리즘
최근에는 사이버 세계에서 집단지성으로 대표되는 영역에 이러한 반달리즘이 일어나는데 이것을 최근 '사이버 반달리즘'이라고 명명하여 이전의 반달리즘과 의미적 차이를 두고 있다. 사이버 반달리즘은 사이버 세계에서 집단지성이 아무런 제약 없이 무차별 다수에 의하여 삭제되고 파괴되는 것을 일컫는 용어로써, 흔히 위키백과나 나무위키와 같이 특정 이슈에 대한 다수의 의견이 자유롭게 교환되는 사이트에서 빈번히 일어난다. 즉, 특정 문서를 악의적으로 장난삼아 생성하거나 수정, 삭제하는 비도덕적 행위다. 비록, 집단지성의 특성상 다수에 의한 지식의 공유와 편집은 긍정적인 것이나 그 성격이 단순히 과거의 반달리즘과 같이 악의적 행위일 뿐이라면 문제가 될 수 있다.

## 같이 보기
- 그라피티
- 성상 파괴 운동
- 위키백과의 문서 훼손